# Sikliwce
Sikliwce – część wsi Rybnica położona w Polsce, w województwie lubelskim, w powiecie tomaszowskim, w gminie Susiec.
W latach 1975–1998 miejscowość administracyjnie należała do województwa zamojskiego.